# FTSE 250
O FTSE 250 é um índice de bolsa composto por 250 empresas listadas na London Stock Exchange. O índice é revisto periodicamente nos meses de Março, Junho, Setembro e Dezembro. As empresas que integram o índice são as que ocupam as posições 101 a 350 de entre a lista das 350 maiores.
Juntamente com o índice FTSE 100 (que compreende as 100 maiores empresas), forma o índice FTSE 350.

## Componentes
À data de 22 de Agosto de 2014, o índice é composto pelas seguintes empresas:
| - 3i Infrastructure - Aberforth Smaller Companies Trust - Afren - African Barrick Gold - Alent - Al Noor Hospitals - Alliance Trust - AMEC - Amlin - AO World - Ashmore Group - WS Atkins - Aveva - BBA Aviation - BH Global - BH Macro - BTG - Balfour Beatty - Bankers Investment Trust - Bank of Georgia Holdings - A.G. Barr - Beazley Group - Bellway - Berendsen - Berkeley Group Holdings - Betfair Group - Big Yellow Group - BlackRock World Mining Trust - Bluecrest Allblue Fund - Bodycote - Booker Group - Bovis Homes Group - Brewin Dolphin Holdings - Brit - British Empire Securities and General Trust - Britvic - N Brown Group - Bwin.Party Digital Entertainment - CSR - Cable & Wireless Communications - Cairn Energy - Caledonia Investments - Capital & Counties Properties - Carillion - Catlin Group - Centamin - Cineworld - Circassia Pharmaceuticals - City of London Investment Trust - Close Brothers Group - Cobham - Colt Group - Computacenter - Countrywide - Cranswick - Crest Nicholson - Croda International - Daejan Holdings - Dairy Crest Group - DCC - De La Rue - Debenhams - Dechra Pharmaceuticals - Derwent London - Dignity - Diploma - Direct Line Group - Dixons Carphone - Domino Printing Sciences - Domino's Pizza - Drax Group - Dunelm Group - Edinburgh Investment Trust - Electra Private Equity - Electrocomponents - Elementis - EnQuest - Enterprise Inns - Entertainment One - Essentra - Esure - Euromoney Institutional Investor - Evraz | - Exova - F&C Commercial Property Trust - Fenner - Ferrexpo - Fidelity China Special Situations - Fidelity European Values - Fidessa Group - FirstGroup - Fisher (James) & Sons - Foreign & Colonial Investment Trust - Foxtons - Galliford Try - Genesis Emerging Markets Fund - Genus - Go-Ahead Group - Grafton Group - Grainger - Great Portland Estates - Greencore - Greene King - HICL Infrastructure Company - Halfords Group - Halma - Hansteen Holdings - Hays - HellermannTyton - Henderson Group - Hikma Pharmaceuticals - Hiscox - Hochschild Mining - Home Retail Group - Homeserve - Howden Joinery - Hunting - ICAP - IG Group Holdings - IP Group - ITE Group - Imagination Technologies Group - Inchcape - Infinis Energy - Informa - Inmarsat - Intermediate Capital Group - International Personal Finance - International Public Partnerships - Interserve - Investec - JD Sports - JPMorgan American Investment Trust - JPMorgan Emerging Markets Investment Trust - Jardine Lloyd Thompson - John Laing Infrastructure Fund - Jupiter Fund Management - Just-Eat - Just Retirement - Kazakhmys - Keller - Kennedy Wilson Europe Real Estate - Kier Group - Ladbrokes - Laird - Lancashire Holdings - Law Debenture - LondonMetric Property - Lonmin - Man Group - Marston's - Melrose Industries - Mercantile Investment Trust - Merlin Entertainments - Michael Page International - Micro Focus International - Millennium & Copthorne Hotels - Mitchells & Butlers - MITIE Group - Moneysupermarket.com Group - Monks Investment Trust - Morgan Advanced Materials - Murray International Trust - National Express Group - NB Global - NMC Health | - Northgate - Ocado Group - Ophir Energy - Oxford Instruments - PZ Cussons - Pace - Paragon Group of Companies - PayPoint - Pennon Group - Perform Group - Perpetual Income & Growth Investment Trust - Personal Assets Trust - Petra Diamonds - Pets at Home - Phoenix Group Holdings - Playtech - Polar Capital Technology Trust - Polymetal - Poundland - Premier Farnell - Premier Oil - Provident Financial - QinetiQ - RIT Capital Partners - RPC Group - RPS Group - Rank Group - Rathbone Brothers - Redefine International - Redrow - Regus - Renishaw - Rentokil Initial - Restaurant Group - Rightmove - Riverstone Energy - Rotork - SIG plc - SVG Capital - Savills - Scottish Investment Trust - Scottish Mortgage Investment Trust - Segro - Senior - Serco - Shaftesbury - Smith (DS) - SOCO International - Spectris - Spirax-Sarco Engineering - Spirent - St. Modwen Properties - Stagecoach Group - Stock Spirits - SuperGroup - Synergy Health - Synthomer - TalkTalk Group - Tate & Lyle - Taylor Wimpey - Ted Baker - Telecity Group - Telecom Plus - Temple Bar Investment Trust - Templeton Emerging Markets Investment Trust - Thomas Cook Group - TR Property Investment Trust (two listings, both ordinary & sigma shares) - Tullett Prebon - UBM - UDG Healthcare - UK Commercial Property Trust - Ultra Electronics Holdings - Unite Group - Vedanta Resources - Vesuvius - Victrex - W H Smith - Wetherspoon (J D) - William Hill - Witan Investment Trust - Wood Group - Workspace Group - Worldwide Healthcare Trust - Xaar |

## References
1. ↑  «Kentz Corporation Limited (UK): Changes In FTSE Indices». LSE. 18 de agosto de 2014. Consultado em 23 de agosto de 2014